# Panatenees

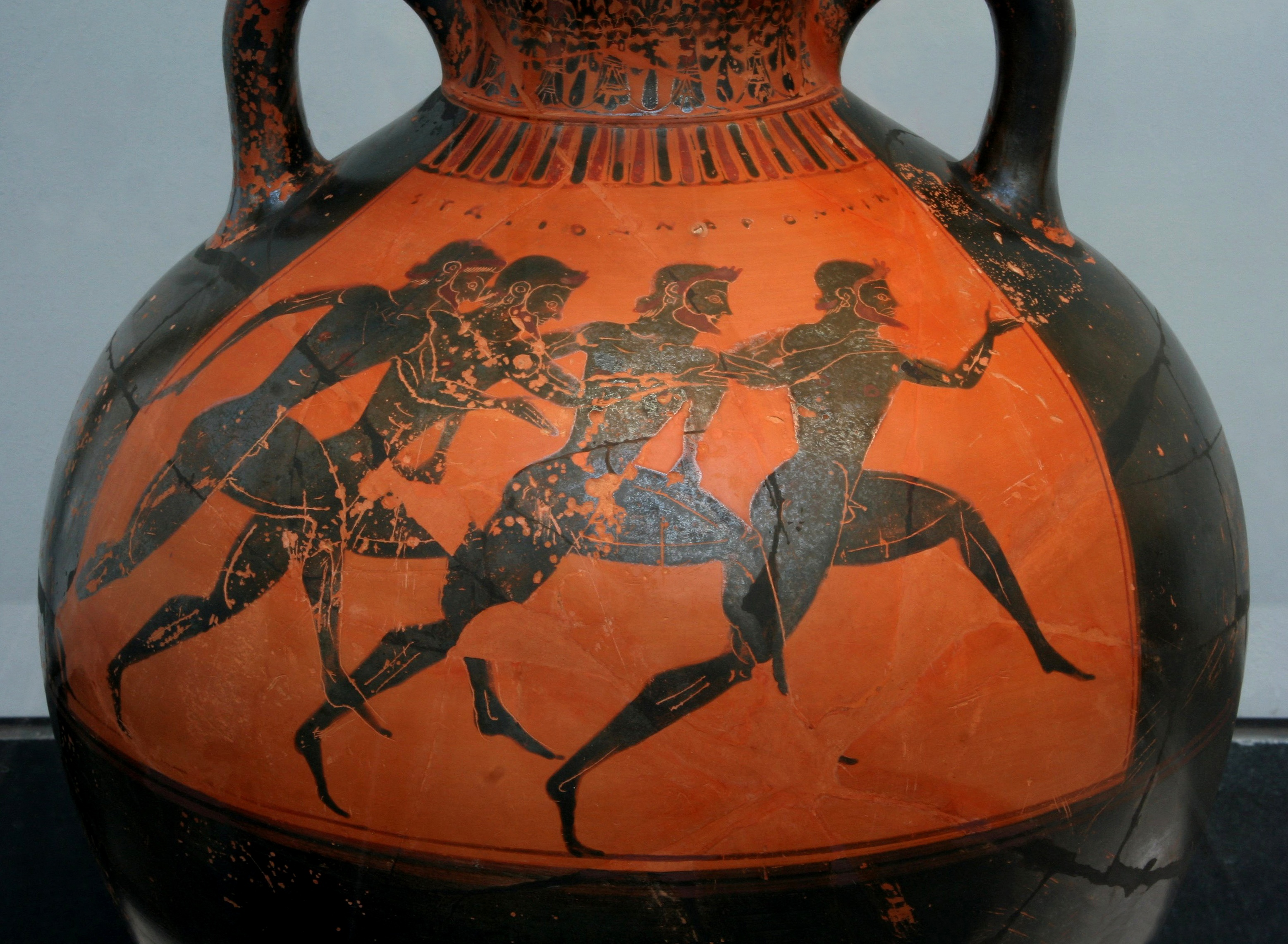
Representació de les Panatenees en un vas grec

Les Panatenees (en grec antic τὰ Παναθήναια) era el més gran festival de l'Àtica en honor d'Atena Pòlias, protectora de la ciutat. També és coneguda com a Jocs Panatenaics.

## Origen
La festa la va instituir, segons la llegenda, Erecteu o potser Erictoni, 729 anys abans de la primera Olimpíada. Fins al temps de Teseu es va dir festival d'Atena, però quan Teseu va unificar l'Àtica va esdevenir festival comú de totes les ciutats i llavors és quan va anomenar-se Panatenea. Pisístrat el va renovar donant-li més esplendor, i va concedir una importància especial al culte de la deessa com a divinitat protectora.
Els autors antics estan d'acord en el fet que existien dues menes de festivals: la Gran Panatenea i la Petita Panatenea, la primera era una πεντετηρὶς ("penteteris", al l'any que feia cinc) se celebrava cada 4 anys, i era una festa que magnificava la segona, que se celebrava cada any. L'augment de l'esplendor de la Gran Panatenea va eclipsar la importància de la petita, i quan es parlava de les Panatenees tothom sabia que es feia referència a la Gran. S'iniciava en un dia discutit: el dia de la Bendídia, o sigui el 20 de Thargelion, o el 28, el 20 o el 17 d'Hecatombaeon. La Gran Panatenea es feia al tercer any dels Jocs Olímpics i, per tant, se celebraven al mateix any que els Jocs Pítics. En tot cas el festival no durava un sol dia sinó uns quants, però un d'ells era especialment solemne, quan es feia la gran processó, que passava per la Via Panatenaica. La duració possible era de 12 dies (del 17 al 28 d'Hecatombaeon).

## Celebracions

### Competicions
Entre les celebracions hi havia sacrificis de braus, banquets, carreres de cavalls i de carros, concursos musicals i gimnàstics, trobades de filòsofs, exhibicions culinàries, i la carrara anomenada lampadefòria (λαμπαδηφορία), per les torxes que es portaven durant la cursa, ja que es feia de nit. A la Gran Panatenea hi havia concursos de rapsodes on es recitaven els poemes d'Homer i altres poemes èpics, i en època més tardana, poetes com Queril de Samos, van tenir el privilegi de ser recitats també. El certamen musical el va introduir Pèricles, que va construir un Odèon expressament per als festivals. Anteriorment, la música i els rapsodes actuaven a l'antic Odèon descobert. Se sap que els vencedors als concursos de cítara rebien una corona d'oliver recoberta d'or (στέφανος θαλλοῦ χρυσοῦς) per valor de mil dracmes i cinc-centes dracmes de plata. També hi havia concursos musicals infantils. El primer que va obtenir un premi en aquests concursos musicals va ser Frinis, i sembla que Plutarc va escriure una obra sobre la música de les Panatenees. A les festes no es feien representacions teatrals, i es calcula que els festivals de música i els recitals podien ocupar la gent durant tres dies.
El concurs gimnàstic era una de les proves importants de la Gran Panatenea, encara que no tenia res a veure amb les antigues celebracions religioses i rituals perquè tenien unes connotacions laiques. Van ser introduïdes per l'arcont Hipòclides l'any 566 aC, o potser pel mateix Pisístrat. Els concursants competien per franges d'edat, i hi havia premis per totes les categories. Primer participaven els més joves, i després, amb un interval de temps que podia ser tota una nit, els adults. Els vencedors d'aquestes curses i de totes les competicions esportives rebien oli procedent de l'oliver sagrat d'Atena, en un recipient conegut com a Àmfora panatenaica, en el que sempre hi havia representat el Mussol d'Atena i imatges de les competicions. Aquests concursos gimnàstics duraven dos dies.
Els concursos eqüestres tenien moltes activitats, i sempre eren per adults. Sembla que s'iniciaven amb una cursa cerimonial on no es repartien premis. Una de les primeres proves que es feien era una carrera de carros on cadascun d'ells portava un auriga amb un company, que pujava i baixava del carro fent evolucions ajudat per l'auriga i pel tipus especial de rodes dels carruatges. Una altra cursa de carros que es feia després prescindia d'aquestes exhibicions, que semblaven pensades per a la guerra. Els carros podien ser estirats per dos, tres o quatre cavalls, i posteriorment es feien exhibicions amb carros de tipus militar on se simulaven lluites. Després venia una carrera amb carros només de quatre cavalls, en honor de la professó que es feia per Atena, i seguien les activitats dels llançadors de javelina a cavall.
La direcció dels jocs era encarregada a uns funcionaris específics en nombre de deu, un per cada tribu, anomenats ἀθλοθέτης ("athlothetes"), semblants als agnotetes, i el seu termini durava un any. També s'encarregaven d'organitzar la processó, de que s'elaborés un peple per la deessa i donaven les àmfores amb oli als vencedors.

### La processó
La solemnitat principal era la processó al temple d'Atena Pòlies, probablement el darrer dia. Quasi tota la població de l'Àtica hi prenia part a peu o en carro; els joves de les famílies nobles portaven cistelles per a oferir a la deessa. hi participaven els vencedors dels Jocs dels dies anteriors, els dirigents dels sacrificis, tant els atenencs com els clerucs, els caps de l'exèrcit, els ancians considerats dignes que portaven branques d'oliver. Després hi havia llargues fileres amb les dones i els fills dels metecs, o estrangers. Fins i tot els presoners gaudien de llibertat durant la festa.
Un dels trets característics de la processó era el Peple de la deessa, treballat per dues arrèfores i algunes sacerdotesses que es posava a la deessa segons uns ritus revelats pel déu de l'oracle de Delfos. A l'època dels Diàdocs, el peple portava representacions de diversos déus. A partir d'un determinat moment, el peple es conduïa com si fos una vela en un vaixell sagrat, el "vaixell panatenaic", que circulava pels carrers mitjançant uns enginys mecànics dels que no se'n coneix gran cosa. El peple portava imatges dels déus i sobretot les victòries d'Atena sobre Encèlad i altres gegants i titans descrits a la Gigantomàquia. Tot el conjunt era un gran espectacle.

### Sacrificis i banquet
La festa s'acabava amb grans sacrificis en honor de Atena Polias, d'Atenea Nice, d'Atena Higía i uns altres de contingut misteriós que se celebraven a l'Antic temple d'Atena. En una sola celebració s'arribaven a sacrificar més de 250 víctimes. Després, la carn dels animals sacrificats es consumia en un gran banquet que es feia al Ceràmic i que tancava el festival a la nit.
Al lloc d'Atenes on se celebraven les competicions atlètiques dels jocs panatenaics va ser construït, en ocasió dels primers Jocs Olímpics de l'era moderna, l'Estadi Panathinaikó.